# Узедом (город)
Узедом (нем. Usedom) — город и община в Федеративной Республики Германия (ФРГ), в земле (государстве) Мекленбург-Передняя Померания.
После Второй мировой войны по решению антигитлеровской коалиции часть территории острова Узедом была передана Польской Народной Республике, а город Узедом остался в Восточной Германии, позднее Германская Демократическая Республика, с 3 октября 1990 года в объединенной Германии.

## История
Первоначально на островах Рюген, Узедом и Воллин и между Одером, Гавелем и Балтийским морем обитали союзные славянские племена под общим названием Лютичи, которые постоянно воевали с франками, саксами и так далее, а в основном с норманнами и немцами, и их борьба с ними за свою независимость была чрезвычайно упорной и продолжалась около 400 лет (с VIII по XII столетие). Немецкие колонизаторы массами истребляли лютичей, облагали их данью, насильно обращали в христианство, строили католические церкви и монастыри, закрепощали, завладевали их землями и заселяли их немецкими колонистами, и в конечном итоге покорили. Во второй половине XII столетия на землях лютичей Альбрехтом Медведем была основана Бранденбургская марка. С XIII по XIX столетие во время всевозможных войн в Европе территория острова часто являлась собственностью различных монархов.  
На начало XX столетия остров Узедом принадлежал к прусской провинции Померания (Штеттин) Королевства Пруссия, и вместе с островом Воллин, с которым он образовывал округ Узедом-Воллин, отделяет померанский гаф (Штеттинский гафф) от Балтийского моря. 
На юго-западной стороне острова, в глубине бухты, имеющей вид озера был расположен город Узедом, в котором проживало 1 755 (1 729) жителей обоего пола.
Во время Второй мировой войны на острове близ озера Готензе располагался концлагерь «Узедом», где было развёрнуто производство ракет Фау-1, а затем и Фау-2. 
8 февраля 1945 года из концлагеря «Узедом» совершила побег на захваченном бомбардировщике группа советских военнопленных во главе с лётчиком Михаилом Девятаевым.
После Второй мировой войны по решению антигитлеровской коалиции часть территории острова передана Польской Народной Республике.
Сейчас населённый пункт входит в состав района Восточная Передняя Померания Федеративной Республики Германия.
Поселение подчиняется управлению Узедом-Зюд. Население города составляет 1 892 человека (на 31 декабря 2010 года). Занимает площадь 38,57 км². Официальный код — 13 0 59 097.
Город подразделяется на 14 городских районов.

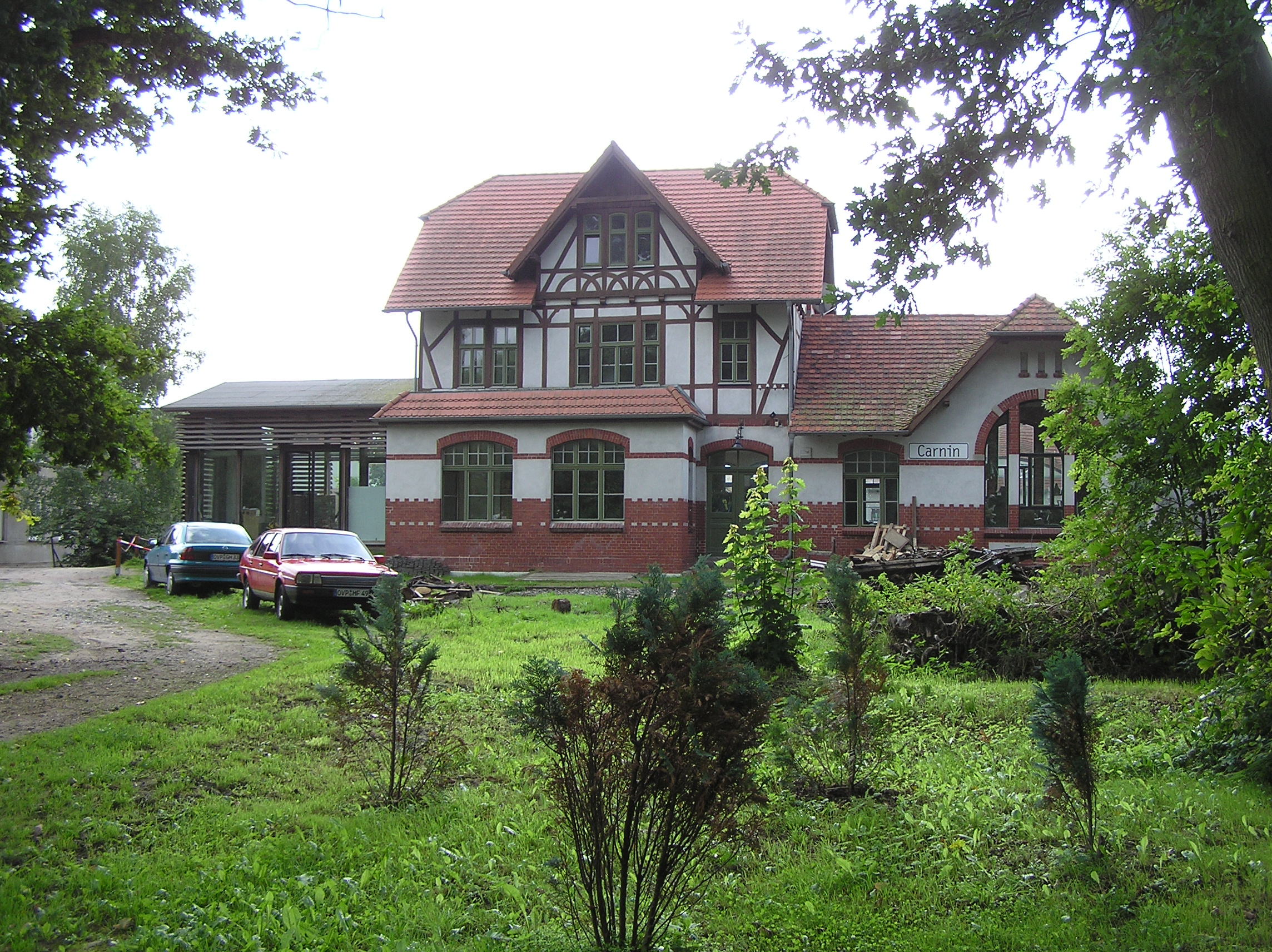
Вокзал
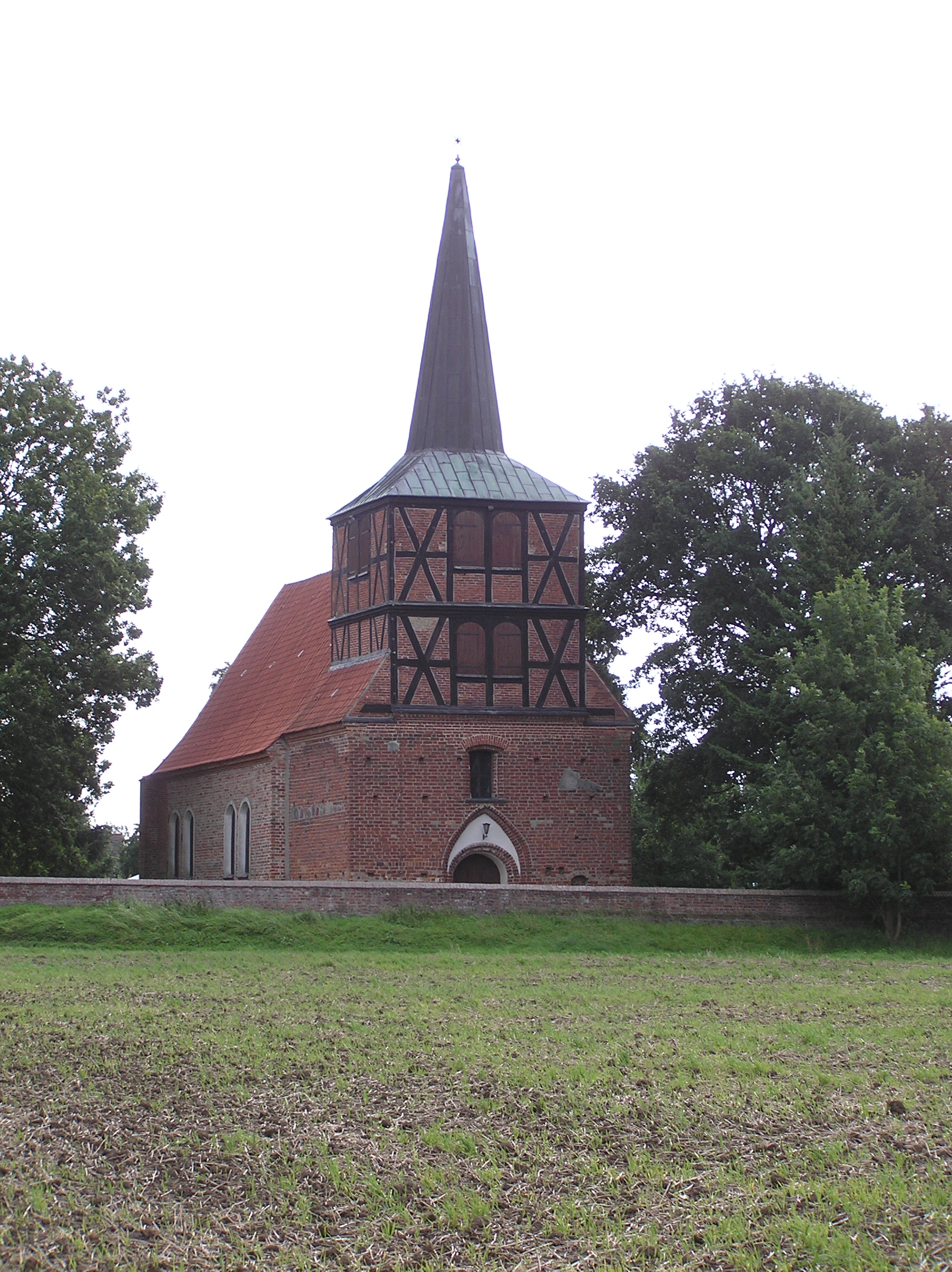
Церковь
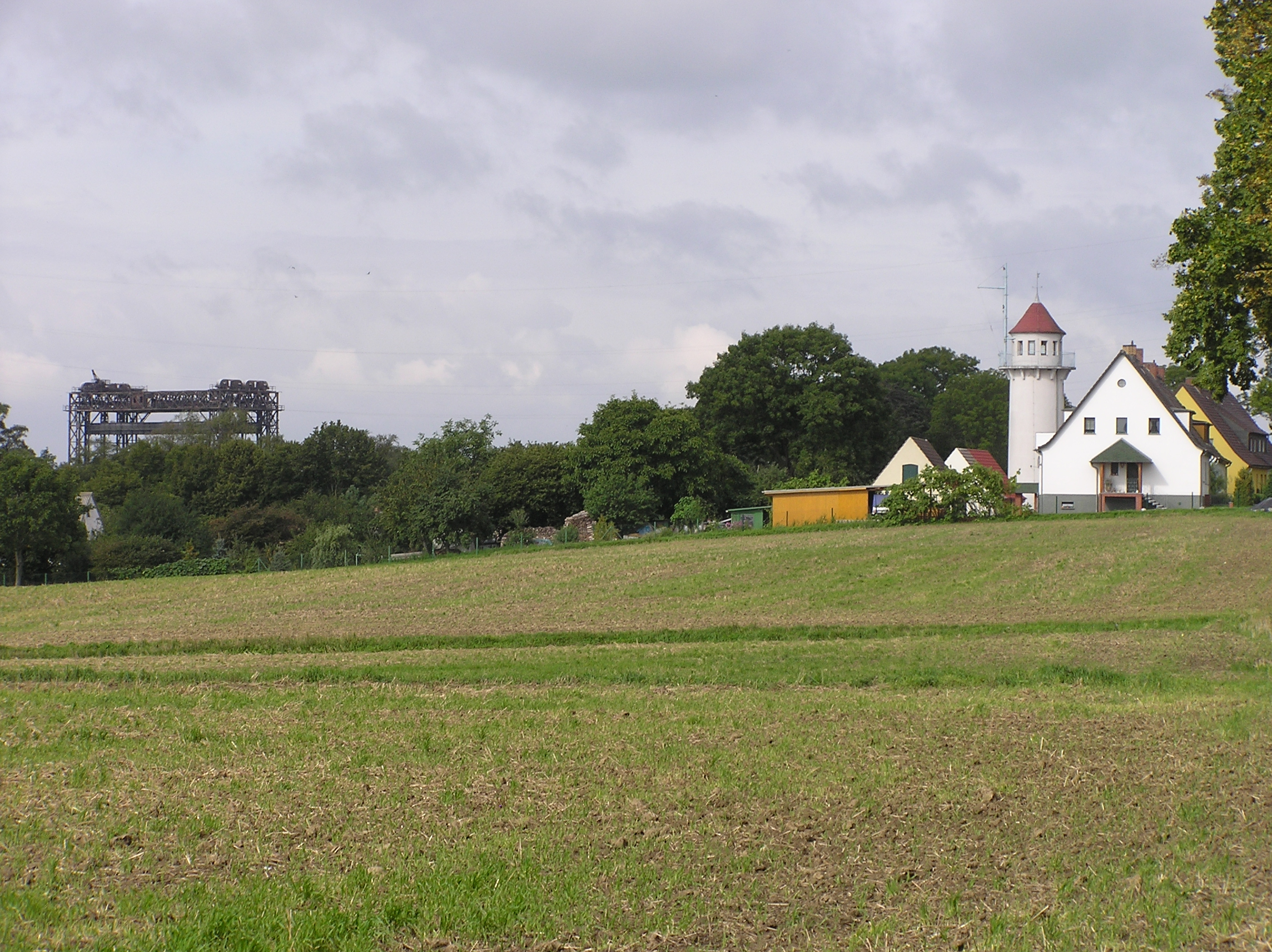